# 支持率
支持率（しじりつ）とは、首相や内閣などを国民全体のうちどのくらいが支持しているかを数値化したものである。逆に、支持しない人の割合のことは不支持率という。
支持率は、百分率（パーセント）で表されることが多い。次の式によって算出される。
アンケートで「支持する」と答えた人の人数 ÷ アンケート調査を行った全体の人数 × 100(%)
この支持率の数値が高いほど、その人や政党の信頼度が高いといえる。日本においては、内閣総理大臣の支持率は主要報道機関（新聞社・通信社・テレビ局など）によって調査され、その結果はテレビや新聞など随時発表される。

## 支持率の調査方法
支持率を調査するときは、主に、全国民の中から無作為抽出により調査対象の国民を指定された人数分選び、アンケートをとる方式が取られる（世論調査）。アンケートの方法としては次のようなものがある。
- 面接方式 - 国民の住宅を直接訪問して聞き取る方式。
- 電話方式 - 無作為に選んだ電話番号に電話をかけ、その世帯に住んでいる人のうち1人からアンケートをとる方式。近年では電話帳を使用せずにRDD法（乱数番号法）を使用することが多くなってきている。IP電話、携帯電話に対応していないのが弱点。
- インターネット - ウェブサイト上のアンケートフォームを使用した方式。利用者を特定できず，また、利用者の年齢に偏り（バイアス）が生じているのであまり採用されていない。